# Power Trip
A Power Trip amerikai thrash metal/hardcore punk együttes. 2008-ban alakultak Dallasban. Két nagylemezt jelentettek meg, a Southern Lord Records gondozásában, a 2018-as válogatáslemezüket azonban a "Dark Operative" kiadó jelentette meg. Az Allmusic a Cro-Mags, Vio-lence, Nuclear Assault és Leeway zenekarokhoz hasonlította a Power Trip zenéjét. Az együttes 2019-ben Twitter oldalán bejelentette, hogy új albumon dolgozik. A 2020-ban megjelent Live in Seattle 05.28.18 című koncertalbumról az Executioner’s Tax (Swing of the Axe) dalt Grammy-díjra jelölték a "Best Metal Performance" kategóriában.

## Tagok
- Riley Gale
- Blake Ibanez
- Chris Ulsh
- Nick Stewart
- Chris Wetzel

## Diszkográfia
- Armageddon Blues (EP, 2009)
- Power Trip (EP, 2011)
- Manifest Decimation (album, 2013)
- Nightmare Logic (album, 2017)
- Opening Fire: 2008-2014 (válogatáslemez, 2018)
- Live in Seattle 05.28.18 (koncertalbum, 2020)